# International Standard Recording Code

L'International Standard Recording Code (en français : Code International Normalisé des
Enregistrements), abrégé par le sigle ISRC, est un code unique d'identification mis en place par la Fédération internationale de l'industrie phonographique (IFPI) pour identifier les enregistrements musicaux (sonores et audiovisuels) dans le monde entier.
Il a été reconnu par l'ISO sous la norme ISO 3901.
Le code ISRC est composé de 12 caractères alphanumériques. Ils correspondent :
- sur 2 caractères : au pays du producteur du phonogramme (reprenant l'ISO 3166-1 alpha-2),
- sur 3 caractères : au code unique assigné au producteur du phonogramme,
- sur 2 caractères : aux 2 derniers chiffres de l’année de dépôt du phonogramme,
- sur 5 caractères : au code assigné au phonogramme.

Les 4 parties sont séparées par un tiret : « - ». Lors de l’impression du code, la désignation « ISRC » doit toujours le précéder. 
Exemple : ISRC FR-AB5-07-12345.